# Allobracon chloripes
Allobracon chloripes är en stekelart som beskrevs av Penteado-dias och Van Achterberg 2004. Allobracon chloripes ingår i släktet Allobracon och familjen bracksteklar. Inga underarter finns listade i Catalogue of Life.